# أوريسند

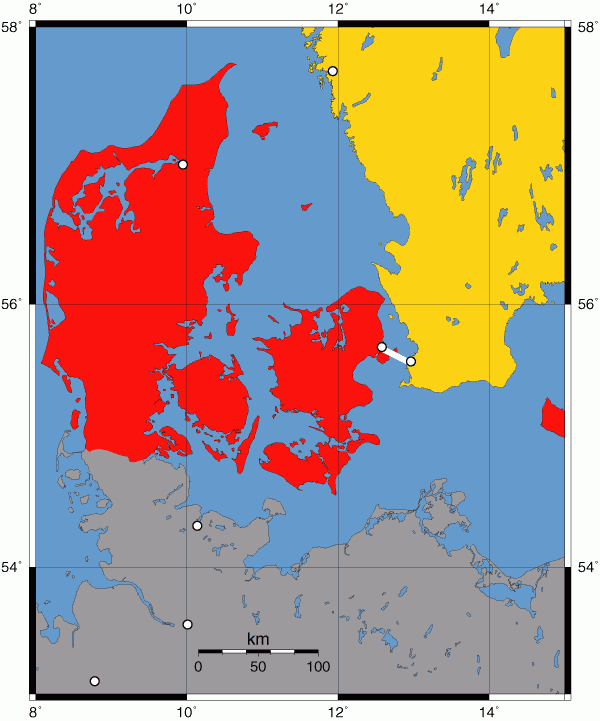
السويد بالأصفر والدنمارك بالأحمر يفصل بينهما مضيق أوريسند ويتصلان مع بعضهما بجسر أوريسند

مضيق أوريسند (بالدنماركية: Øresund، بالسويدية: Öresund) هو مضيق يفصل الأراضي الدنماركية وتحديدا جزيرة زيلاند عن المملكة السويدية ويصل بحر البلطيق بخليج كاتيغات. أوريسند هو واحد ثلاثة مضائق تعرف باسم المضائق الدنماركية التي تصل بحر البلطيق بالمحيط الأطلنتي (من خلال خليج كاتيغات وبحر سكاجيراك وبحر الشمال). يعد مضيق أوريسند أحد أشد الطرق البحرية ازدحاما في العالم.

## أعلام
- ويت دي ويذ